# Junàs
Junàs (en francès Junas) és un municipi francès situat al departament del Gard i a la regió d'Occitània.